# Leon Formanowicz
Leon Marian Formanowicz (ur. 26 marca 1878 w Szubinie, zm. 4 maja 1942 w Hartheim koło Linzu) – polski duchowny rzymskokatolicki, naukowiec-bibliofil, kolekcjoner ekslibrisów, kanonik gnieźnieński.

## Życiorys
Syn Franciszka Ksawerego Formanowicza i Franciszki z domu Drzewieckiej. Naukę w szkołach powszechnych pobierał w Szubinie, następnie w gimnazjum w Nakle oraz w 1899 ukończył gimnazjum klasyczne w Chełmnie, tam też wstąpił do tajnej organizacji samokształceniowej Towarzystwa Tomasza Zana. Studiował następnie w seminariach duchownych w Poznaniu i Gnieźnie. W Gnieźnie 2 lutego 1902 otrzymał święcenia kapłańskie. Pracował jako wikariusz w farze gnieźnieńskiej, w 1906 objął parafię w Modliszewku. W trudnych dla Polaków czasach starał się rozwijać działalność społeczną i narodową, należał m.in. do organizacji pomorskich filomatów. Był więziony w 1906 w Gnieźnie przez władze pruskie za poparcie polskiego strajku szkolnego, skazano go także na karę grzywny. Szczegóły dotyczące procesu ks. Formanowicza podaje ówczesna prasa. Kolekcjoner, bibliofil, prowadził studia historyczne i bibliotekarskie pod kierunkiem kanonika gnieźnieńskiego i bibliotekarza kapituły, ks. prof. Tadeusza Trzcińskiego.
W 1928 zakończył pracę w parafii w Modliszewku i został mianowany kanonikiem katedralnym gnieźnieńskim. Objął jednocześnie obowiązki archiwariusza i bibliotekarza kapitulnego. Uporządkował zasoby Biblioteki Kapitulnej oraz przeprowadził inwentaryzację w archiwum gnieźnieńskim. 3 kwietnia 1929 przewiózł do Biblioteki Kapitulnej wszystkie zbiory biblioteki dekanalnej w Wągrowcu. Był autorem opracowania naukowego Biblioteka Kapitulna w Gnieźnie (1929), wydanego z okazji II Zjazdu Bibliotekarzy Polskich. Ogłosił także m.in. Katalog druków polskich XVI wieku biblioteki kapitulnej w Gnieźnie (1930) oraz Katalog inkunabułów biblioteki w Gnieźnie (1939, ukazał się jedynie pierwszy zeszyt).
26 lipca 1940 został aresztowany przez gestapo. Był więziony w niemieckich obozach koncentracyjnych w Oranienburgu, a od grudnia 1940 w Dachau. Zginął w komorze gazowej 4 maja 1942 w Hartheim koło Linzu.

## Upamiętnienie

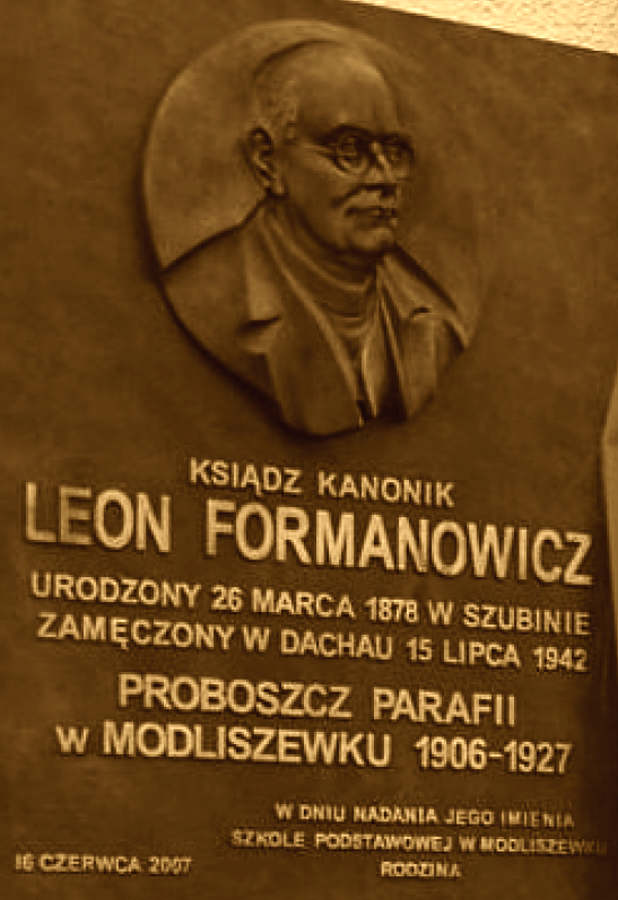
Tablica pamiątkowa poświęcona ks. Leonowi Formanowiczowi

Jego imię i nazwisko zostało umieszczone na tablicy poświęconej pomordowanym księżom Archidiecezji Gnieźnieńskiej, znajdującej się na ścianie Katedry. W dniu 16 czerwca 2007 roku Szkoła Podstawowa w Modliszewku otrzymała imię ks. kanonika Leona Formanowicza. Z tej okazji na ścianie Szkoły została wmurowana tablica poświęcona byłemu proboszczowi parafii w Modliszewku.